# MyEclipse
MyEclipse是由Eclipse基金会的创始成员Genuitec公司开发和维护的Java EE集成开发环境。其基于Eclipse平台构建， 并将专有和开放源代码集成到开发环境中。

## 版本
MyEclipse有两个主要版本，除了Blue版，Spring版和Bling版，分别是Professional专业版和Standard标准版。 标准版在基本的Eclipse Java Developer概要文件中添加了数据库工具，可视化Web设计器，Spring工具，Struts和JSF工具以及许多其他功能。但是MyEclipse完全是一个独立的项目，并提供不同的功能整合。
MyEclipse还通过Secure Delivery Center提供，该技术源于其Pulse（ALM）产品， 这是一种用于维护Eclipse的软件分发管理器，包括那些使用MyEclipse的配置文件。此外，MyEclipse为IBM提供其定制版本MyEclipse Blue Edition， 该版本增加了对Rational软件和WebSphere特定的开发支持。目前，MyEclipse Blue Edition适用于Windows和Linux，而Mac则不受支持。
2011年7月，Genuitec发布了MyEclipse Bling版本，该版本将MyEclipse Blue Edition和MyEclipse Spring Edition合并为一个统一的版本。
2015年1月，Genuitec推出了MyEclipse China网站，为中国的广大用户提供正版的MyEclipse软件。